# George Poage
George Poage est un athlète américain, né le 6 novembre 1880 à Hannibal (Missouri) et mort le 11 avril 1962 à Chicago (Illinois).
Il a été le premier athlète noir à gagner une médaille aux Jeux olympiques en se classant troisième du 400 m haies lors des Jeux de Saint-Louis en 1904.